# Санта Тереза (Пескара)
Санта Тереза (итал. Santa Teresa) је насеље у Италији у округу Пескара, региону Абруцо.
Према процени из 2011. у насељу је живело 4116 становника. Насеље се налази на надморској висини од 20 м.